# Риквајлер
Риквајлер (њем. Rückweiler) општина је у њемачкој савезној држави Рајна-Палатинат. Једно је од 96 општинских средишта округа Биркенфелд. Према процјени из 2010. у општини је живјело 425 становника. Посједује регионалну шифру (AGS) 7134074.

## Географски и демографски подаци
Риквајлер се налази у савезној држави Рајна-Палатинат у округу Биркенфелд. Општина се налази на надморској висини од 500 метара. Површина општине износи 2,8 km². У самом мјесту је, према процјени из 2010. године, живјело 425 становника. Просјечна густина становништва износи 155 становника/km².